# Kelvin Gastelum
Kelvin Gastelum, född 24 oktober 1991 i San Jose, är en amerikansk MMA-utövare som sedan 2013 tävlar i organisationen Ultimate Fighting Championship.

## Kontroverser

### Invägningen UFC 244
Ett flertal källor uppmärksammade att Gastelum verkade luta sig mot sin tränare under invägningen. I ett för organisationen okarakteristiskt uttalande före galan lät NYSAC (New York State Athletic Commission) meddela att de kommer utdöma ett straff till Gastelum men att matchen i sig inte påverkas. 
"The Commission has reviewed the footage of Mr. Gastelum’s weigh-in, The Commission has determined that Mr. Gastelum made contact with another person while on the scale, a violation of the weigh in policy. In light of this violation, the Commission will pursue disciplinary action. At this time, the official weight determination will not be disturbed, and Mr. Gastelum will not be disqualified from competing in UFC 244"–NYSAC via talesperson Mercedes Padilla
Straffet meddelades senare bli 1000 USD i böter för Gastelum och 200 USD i böter för hans tränare Rafael Cordeiro.